# Cantone di Montferrand
Il Cantone di Montferrand era una divisione amministrativa dell'Arrondissement di Clermont-Ferrand.
A seguito della riforma approvata con decreto del 21 febbraio 2014, che ha avuto attuazione dopo le elezioni dipartimentali del 2015, è stato soppresso.

## Composizione
Comprendeva solo parte della città di Clermont-Ferrand.